# لرد آلدردایس
جان توماس آلدردایس، (به انگلیسی: John Thomas Alderdice) زاده ۲۸ مارس ۱۹۵۵؛ شناخته شده با عناوین: بارون آلدردایس یا لرد آلدردایس، یک روانپزشک و سیاستمدار اهل ایرلند شمالی است.

لرد آلدردایس، از سال ۱۹۹۸ تا ۲۰۰۴ میلادی رئیس مجلس ایرلند شمالی و رهبر حزب اتحاد ایرلند شمالی بوده‌است. وی از سال ۱۹۹۶ به عنوان یک لیبرال دموکرات، در مجلس اعیان بریتانیا حضور داشته‌است. مطالعات علمی وی، بیشتر روی رفتار خودآزاری بوده‌است.

## زندگی شخصی
جان توماس آلدردایس، در تاریخ ۲۸ مارس ۱۹۵۵ در بالی‌منا، ایرلند شمالی به دنیا آمد. در سال ۱۹۷۸ وی از دانشگاه کوئینز بلفاست در رشته پزشکی فارغ‌التحصیل شد. وی در سال ۱۹۷۷ میلادی با زنی ازدواج کرد که ثمره آن ۲ پسر و یک دختر بوده‌است.
آلدردایس، از سال ۱۹۸۸ تا زمان بازنشستگی در سال ۲۰۱۰ میلادی، همزمان و در کنار فعالیت سیاسی، به عنوان روانپزشک مشاور در سرویس سلامت همگانی بریتانیا مشغول خدمت بوده‌است. همچنین وی از سال ۱۹۹۱ تا ۱۹۹۹ یک سری سخنرانی در دانشکده پزشکی دانشگاه کوئینز بلفاست، به انجام آورده‌است. مطالعات علمی وی، بیشتر روی رفتار خودآزاری بوده‌است.

## سابقه سیاسی در ایرلند شمالی
حزب اتحاد در سال ۱۹۷۰ به عنوان جایگزینی برای سیاست‌های فرقه‌گرایی تشکیل شد. آلدردایس، بین سال‌های ۱۹۸۴ تا ۱۹۹۸ در کمیته اجرایی حزب فعالیت داشت. وی سپس بین سال‌های ۱۹۸۵ تا ۱۹۸۷ میلادی به ریاست کمیته سیاست گذاری حزب اتحاد ارتقاء یافت و سرانجام در سال ۱۹۸۷ میلادی، درانتخابات عمومی آن سال به عنوان رهبر حزب اتحاد انتخاب شد.
آلدردایس، در سال‌های ۱۹۸۷ و ۱۹۹۲ به نمایندگی از حزب اتحاد در مبارزات انتخابی حوزه بلفاست شرقی شرکت داشت. در سال ۱۹۸۷ وی ۳۲٫۱٪ از آرای اخذ شده را به خود اختصاص داد که تا آن زمان بالاترین آرای کسب شده حزب اتحاد، برای یک نماینده بود. 
لرد آلدردایس، از سال ۱۹۹۸ تا ۲۰۰۴ میلادی رئیس مجلس ایرلند شمالی و رهبر حزب اتحاد ایرلند شمالی بوده‌است. وی از سال ۱۹۹۶ به عنوان یک لیبرال دموکرات، در مجلس اعیان بریتانیا حضور داشته‌است.